# Alexander Grothendieck
Alexander Grothendieck (Berlino, 28 marzo 1928 – Saint-Girons, 13 novembre 2014) è stato un matematico apolide naturalizzato francese.
Di padre russo, ha trascorso la maggior parte della vita in Francia.

## Biografia
Il padre di Alexander, Alexander Schapiro (Александр Петрович Шапиро), detto Sascha, era di famiglia ebrea chassidica, proveniente dall'area russa (Novozybkov) (1890 circa – 1942) ed era un militante anarchico; la madre, Johanna Grothendieck, detta Hanka (1900 – 1957), proveniva da una famiglia protestante che un secolo prima si era trasferita dai Paesi Bassi ad Amburgo; i genitori si erano conosciuti nel mondo dei movimenti anarchici. Al momento della nascita, Alexandre fu registrato all'anagrafe col cognome del marito separato della madre; successivamente, per proteggere il bambino, i genitori ottennero di modificare il cognome con quello della madre, germanico (basso-tedesco) e quindi più protettivo rispetto a quello del padre biologico.
All'epoca i genitori erano rispettivamente fotografo di strada e giornalista precaria. A maggio 1933 il padre si sposta a Parigi, seguìto a fine anno dalla madre, che lascia Alexandre in affidamento ad una famiglia amburghese, gli Heydorn; entrambi i genitori prendono parte, nelle brigate anarchiche, alla guerra civile spagnola; in quel periodo Alexander frequenta le scuole ad Amburgo. Nel 1939, rientrati i genitori in Francia dopo l'esperienza militare, allo scoppio della guerra si ritiene opportuno che il bambino li possa raggiungere, anche per la mutata situazione in Germania, così Alexandre raggiunge prima il padre e poi si trasferisce presso la madre a Nîmes.
Con l'invasione tedesca della Francia la famiglia si divide. Il padre Sascha, arrestato dalla polizia di Vichy, fu internato nel campo di Le Vernet sui Pirenei, il peggiore fra i campi francesi e poi tradotto ad Auschwitz, dove morì nel 1942. Alexandre e la madre, dichiarati étrangers indésirables, furono prima internati nel campo di Rieucros, presso Mende, campo femminile destinato ai reduci della guerra civile spagnola; il ragazzo andava a scuola in un paese a 4–5 km dal campo. Poi la madre fu trasferita al campo di concentramento di Gurs, e il figlio a Le Chambon-sur-Lignon, dove nel 1944 si diplomò al liceo Cévenol.
Finita la guerra, Alexander seguì la madre nei pressi di Montpellier, dove si iscrisse alla Facoltà di Matematica e si laureò nel 1948. Dopo la laurea, trasferitosi a Parigi per un dottorato, frequenta l'École Normale Supérieure, viene apprezzato da molti matematici, tra i quali Henri Cartan, che lo invita a proseguire gli studi a Nancy, dove ottiene il dottorato nel 1953 con Laurent Schwartz. Negli anni successivi va in varie università delle Americhe: insegna a San Paolo ed è visiting professor nelle Università del Kansas e di Chicago. I tentativi di una collocazione lavorativa in Francia risultano frustrati dal suo essere apolide. Nel 1957 la madre Johanna morì di tubercolosi, contratta nei campi di concentramento.
Importante per Grothendieck, a partire dal 1957, fu l'esperienza con il gruppo di matematici francesi che andava sotto l'eteronimo di "Bourbaki", che contava matematici come Jean Dieudonné, Charles Ehresmann, Jean Delsarte, e André Weil.
Nel 1959, subito dopo la nascita dell'Institut des Hautes Études Scientifiques, Grothendieck fu uno dei primi ricercatori assunti. Nel 1966 a Mosca gli fu attribuita la medaglia Fields, la massima onorificenza mondiale per i matematici sotto i 40 anni di età; il matematico non ritira il premio per protesta contro la politica di riarmo sovietica. Nel 1970 Grothendieck, all'età di 42 anni, abbandona la scena ufficiale, dimettendosi dall'Institut des Hautes Études Scientifiques. La scelta fu motivata dalla scoperta che l'Institut riceveva da anni finanziamenti del Ministero della Difesa francese.
Uscito dall'Istituto, Grothendieck accettò una docenza al Collège de France (1970-73), poi all'Università di Montpellier (1973-1984) ed infine al CNRS, fino al pensionamento nel 1988. In quell'anno rifiutò il Crafoord Prize conferitogli dall'Accademia reale svedese delle scienze, motivando la sua scelta su basi etiche, illustrate in una lettera aperta ai giornali. Morì il 13 novembre 2014 a 86 anni.

## L'opera
Grothendieck è considerato uno dei più grandi matematici del XX secolo, noto per lo straordinario intuito e per le geniali pionieristiche idee. Allievo di Laurent Schwartz, diede la definizione decisiva di schema; definì lo spettro di un anello commutativo come insieme degli ideali primi con la topologia di Zariski, ma lo arricchì di un fascio di anelli: a ogni aperto di Zariski associa un anello di funzioni, pensate come funzioni polinomiali sull'aperto.
Questi oggetti sono gli schemi affini; uno schema in generale si ottiene incollando schemi affini, analogamente al fatto che le varietà proiettive si ottengono incollando varietà affini. Questo lo portò, insieme a Jean-Pierre Serre, negli anni Cinquanta e Sessanta del Novecento, a gettare le nuove basi della geometria algebrica formulando la teoria dei fasci, utilizzando schemi per generalizzare il concetto di varietà algebrica.
La maggior parte dei lavori di Grothendieck sono stati pubblicati nel monumentale e incompiuto Éléments de géométrie algébrique (EGA) e nei Séminaire de géométrie algébrique du Bois Marie (SGA). La collezione Fondements de la géométrie algébrique (FGA) riunisce una parte dei seminari presentati da Grothendieck nell'ambito del séminaire Bourbaki. Nel progetto iniziale di Grothendieck il Séminaire andava considerato una forma preliminare degli Eléments, destinata ad essere inglobata in questi ultimi, inizialmente pubblicati dall'Institut des Hautes Études Scientifiques in svariati poderosi tomi.

## Pacifismo
Nell'ultimo periodo della sua attività di ricerca e di docenza, Grothendieck aveva accentuato e manifestato i temi anti-militaristi e pacifisti, oltre a quelli della diseguaglianza sociale, ponendosi in posizione di rottura con la struttura accademica francese; fondò il gruppo Survivre nel 1970 e, per protesta contro la guerra del Vietnam, tenne lezioni di matematica durante i bombardamenti di Hanoi.